# Niccolò Spinola
Niccolò Gaetano Spinola (né le 20 février 1659 à Madrid en Espagne et mort le 12 avril 1735 à Rome) est un cardinal italien du XVIIIe siècle.
Il est membre de la famille Spinola de Gênes et est un neveu du cardinal Giambattista Spinola, seniore (1681). D'autres cardinaux de la famille sont Giandomenico Spinola (1626), Giulio Spinola (1666), Giambattista Spinola (1695) et Giovanni Battista Spinola (1733).

## Biographie
Nicolò Spinola exerce des fonctions au sein de la Curie romaine, notamment à la Chambre apostolique. Il est nommé archevêque titulaire de Thèbes (de) en 1706 et envoyé comme nonce apostolique en Toscane (en) puis en Pologne en 1707.
Le pape Clément XI le crée cardinal lors du consistoire du 16 décembre 1715. Le cardinal Spinola est préfet de la Congrégation dei Confini et camerlingue du Sacré Collège en 1724 et entre 1725 et 1726.
Spinola participe au conclave de 1721, lors duquel Innocent XIII est élu pape, et à ceux de 1724 (élection de Benoît XIII) et de 1730 (élection de Clément XII).

## Succession apostolique
Niccolò Spinola a ordonné les évêques suivants :
- Évêque Wojciech Ignacy Bardziński (1709)
- Évêque Adeodato Summantico, O.E.S.A. (1717)
- Archevêque Nicolò Antonio Carafa, O.S.B.Oliv. (1720)
- Archevêque Lazzaro Pallavicino (de) (1721)
- Évêque Nicolò Leopoldo Lomellini (1722)
- Évêque Francesco de Vico (1723)
- Évêque Agostino Odoardi, O.S.B. (1724)
- Évêque Francesco Pertusati (it), O.S.B.Oliv. (1724)
- Évêque Thomas Angelus Passante, Sch.P. (it) (1725)
- Évêque Carlo Cornaccioli, O.Carm. (1726)
- Évêque Tommaso Falcoia (it), C.P.O. (1730)
- Évêque Giambattista Curli (1733)
- Évêque Giovanni Bernardino Vendemini (1733)